# Rylan Wiens
Rylan Wiens (Calgary, 2 de enero de 2002) es un deportista canadiense que compite en saltos de plataforma.
Participó en dos Juegos Olímpicos de Verano, en los años 2020 y 2024, obteniendo una medalla de bronce en París 2024, en la prueba de plataforma 10 m sincro (junto con Nathan Zsombor-Murray).
Ganó una medalla de bronce en el Campeonato Mundial de Natación de 2022, en la prueba sincronizada. En los Juegos Panamericanos de 2023 obtuvo una medalla de plata en la misma prueba. 

## Palmarés internacional
| Juegos Olímpicos     | Juegos Olímpicos   | Juegos Olímpicos  | Juegos Olímpicos       |
| Año                  | Lugar              | Medalla           | Prueba                 |
| -------------------- | ------------------ | ----------------- | ---------------------- |
| 2024                 | París (Francia)    | Medalla de bronce | Plataforma 10 m sincro |
| Campeonato Mundial   |                    |                   |                        |
| Año                  | Lugar              | Medalla           | Prueba                 |
| 2022                 | Budapest (Hungría) | Medalla de bronce | Plataforma 10 m sincro |
| Juegos Panamericanos |                    |                   |                        |
| Año                  | Lugar              | Medalla           | Prueba                 |
| 2023                 | Santiago (Chile)   | Medalla de plata  | Plataforma 10 m sincro |